# 블록 (C 언어 확장)
블록은 Clang C/C++, Objective-C 컴파일러에서 지원하는 람다 표현식과 유사한 형태의 언어 확장이다. 공식적으로는 Mac OS X 10.6 및 iOS 4.0 이후 버전에서만 지원되지만, 서드 파티의 지원으로 하위 일부 버전(Mac OS X 10.5, iOS 2.2 이상)이나 비 Apple 시스템에서도 사용할 수 있다.
블록은 당초 Apple 사에 의해 자사의 Grand Central Dispatch 아키텍처를 기반으로 한 프로그램 개발을 용이하게 하려는 목적으로 디자인되었지만, 해당 아키텍처가 아닌 컴퓨터에서도 여타 언어의 클로저와 비슷한 방식으로 활용될 수 있다. 블록은 Apple에 의해 자사 전용 GNU 컴파일러 모음 브랜치와 Clang LLVM 업스트림에 구현된 상태이며, 런타임 라이브러리 역시 LLVM 프로젝트의 일환으로 배포되고 있다. 한편, 블록의 문법은 Khronos 그룹에 의해 커널 안에 또다른 커널을 네스팅시키는 용도로 OpenCL 2.0 버전부터 사용되고 있기도 하다.
블록은 기본적으로 일반적인 함수와 정의 및 용도 면에서 매우 유사한데, 특수하게도 정의되는 시점의 컨텍스트에서 메모리 상태를 캡쳐해둘 수 있다는 점에서 일반적인 함수와 상이하다. 이를 구현하기 위해 블록은 정의 시점에 함수 콜 스택에 존재하는 지역 변수들의 값을 캡쳐하여 보관해두는데, 이 캡쳐값은 후에 블록이 함수와 비슷한 방식으로 호출될 때에 참조된다.
블록은 변수에 대입되거나 함수 간에 인자로 전달될 수 있는데, 일반적인 C 언어의 함수는 함수 자체가 아니라 함수의 포인터를 이용해 간접적으로 다뤄진다는 점에서 차이가 있다. 단, 블록을 정의된 스코프 바깥에서 사용하기 위해서는 Block_copy라는 특수한 연산자로 표시해주어야 한다.
블록 호출은 함수 호출과 구문상으로 동일하다.

## 예시
주변 스코프의 가변 상태를 캡쳐하는 간단한 예제로 정수 범위 반복자를 들 수 있다.
- blocks-test.c

```
#include
 
<stdio.h>

#include
 
<Block.h>

typedef
 
int
 
(
^
IntBlock
)();

IntBlock
 
MakeCounter
(
int
 
start
,
 
int
 
increment
)
 
{

	
__block
 
int
 
i
 
=
 
start
;

	
return
 
Block_copy
(
 
^
(
void
)
 
{

	    
/* 이 정의에 제어 흐름이 닿는 시점에 상위 스코프의 지역 변수

	     * i를 캡쳐하여 보관한다. 이후 블록이 호출될 때 아래 코드에서 읽는

	     * 값은 이때 캡쳐된 값. 일종의 static 변수와 유사하게도, i에 쓰인 값은

	     * 이 캡쳐된 값에 갱신되어 저장된다. */

		
int
 
ret
 
=
 
i
;

		
i
 
+=
 
increment
;

		
return
 
ret
;

	
});

}

int
 
main
(
void
)
 
{

	
IntBlock
 
mycounter
 
=
 
MakeCounter
(
5
,
 
2
);

	
printf
(
"First call: %d
\n
"
,
 
mycounter
());

	
printf
(
"Second call: %d
\n
"
,
 
mycounter
());

	
printf
(
"Third call: %d
\n
"
,
 
mycounter
());

	
/* 복사한 블록을 해제하기 */

	
Block_release
(
mycounter
);

	
return
 
0
;

}

```

### 컴파일 및 실행
```
$ 
clang
 
-fblocks
 
blocks-test.c
   
# Mac OS X

$ 
# clang -fblocks blocks-test.c -lBlocksRuntime   # Linux

$ 
./a.out

First call: 5

Second call: 7

Third call: 9

```

## GCC 지역 함수와의 관계
블록은 GCC의 언어 확장인 지역 함수와 외형적인 유사성이 있지만, 세부적인 디자인이나 구현에서 비롯된 차이점들이 다수 존재한다.
- GCC의 지역 함수는 정의된 지점의 스코프 바깥에서 호출될 수 없지만, 블록은 정의된 스코프 바깥에서도 Block_copy를 통해 복사된 후에 호출될 수 있다.

- GCC의 지역 함수는 일반적인 함수 포인터를 통해 참조될 수 있지만, 블록은 표준에 정의되지 않은 완전히 새로운 개념의 포인터 사용하므로 함수 포인터를 이용해 참조될 수 없다. 이 점에선 블록을 일종의 뚱뚱한 함수 포인터(Fat function pointer)를 이용한 지역 함수 구현으로 볼 수도 있다.
- GCC의 지역 함수는 본인을 주소로 참조하는 코드가 존재하는 경우에 한하여 실행 가능한 "썽크"를 스택에 동적으로 생성시키는데, 이를 위해 일부 콜 스택 메모리가 실행 권한을 부여받는다. 실행 가능한 스택은 일반적으로 잠재적인 보안 취약점으로 간주되는데, 반면 블록은 실행 가능한 썽크를 필요로하지 않으므로 해당 취약점을 발생시키지 않는다.

## 같이 보기
- XNU
- C++11

## 참조
- 클로저 (컴퓨터 과학)
- 변수 영역
- 람다 함수
- 스파게티 스택
- 썽크 (함수형 프로그래밍)
- XNU
- C++11 ("람다 표현식" 포함)